# Chingiz Mustafayev
Chingiz Maharram oglu Mustafayev (em azeri:  Çingiz Məhərrəm oğlu Mustafayev; Baku, 11 de março de 1991) é um cantor, compositor e guitarrista azerbaijanês. Ele representou Azerbaijão no Eurovision Song Contest 2019 em Tel Aviv com a música “Truth”.

## Vida pregressa
Mustafayev nasceu em Moscovo e mudou-se para Qazax , no Azerbaijão , quando tinha seis anos de idade.  Ele aprendeu a tocar violão e começou a compor suas próprias músicas enquanto ainda era um menino.

## Carreira
Aos 13 anos, ele se mudou com sua mãe e seu irmão para Baku, onde ele fez o teste para a versão do Azerbaijão do Pop Idol em 2007.  Mustafayev venceu a competição e logo se tornou uma estrela em ascensão na indústria musical do Azerbaijão.  Em 2013, ele representou o Azerbaijão internacionalmente na competição New Wave em Jūrmala , na Letônia .  Ele ficou em 11º lugar e cantou junto com Polina Gagarina.  Três anos depois, Mustafayev fez o teste para a sexta temporada de The Voice of Ukraine , no entanto, ele foi eliminado na Rodada de Batalha subseqüente.  Desde então, Chingiz já tocou com seu grupo Palmas, que combina sons folclóricos tradicionais do Azerbaijão e da Turquia com violão flamenco, rock e toques pop.  No início de 2019, Chingiz lançou o single "Tənha gəzən".
Em 8 de março de 2019, foi confirmado que Chingiz representará o Azerbaijão no Festival Eurovisão da Canção 2019 com a música "Truth".  Ele vai se apresentar na segunda semifinal em 16 de maio de 2019, em Tel Aviv, Israel .